# Lars Vilhelm Berger
Lars Vilhelm Berger, född i maj 1753, död 9 maj 1828 i Sankt Nikolai församling i Stockholm, var en svensk handlare och riksdagsman.
Lars Vilhelm Berger var kryddhandlare i Stockholm, och representerade staden i borgarståndet vid riksdagarna 1809/10, 1810 och 1812. Han var bland annat ledamot i bankoutskottet 1812.